# 袁聲
袁聲（17世紀—17世紀），號荊陽，山東濟南府章丘縣人，明末清初政治人物。

## 生平
袁聲是崇禎六年（1633年）舉人，十六年（1643年）成進士，入清後獲授嵐縣知縣，當時嵐縣有流賊威脅人民結聚摽掠，他獨自前往招撫，各流寇都投誠，只有高九英不順從，他就向清軍請求帶領七千人將對方一網成擒，又在鄉試取錄七人，當中四人聯捷進士。上級以他勤政上奏推薦，擢官刑部貴州司郎中，嵐人縣民得知後號哭不絕，無數人前往挽留他，並立生祠於縣內東門。
在刑部三年，袁聲多次平反案件，外任太平府知府，在當地興利除害，公餘時寫作詩詞，得一時名流敬仰，因事被免職，有《春秋鼎麟經滙海》八十卷、《通鑑世系》、《詩詞便覽》在家，《荊陽詩紀》二十種行世，死後入祀鄉賢祠。
而錢海岳《南明史》則稱他在弘光年間已曾擔任太平府知府。

## 引用
1. 1 2  道光《章邱縣志·卷十·人物志上》：袁聲，號荊陽，崇禎癸未進士，順治間官山西嵐陽令，時嵐以逆闖脅土民寇城，內外成嫌，因致山民結聚時出摽掠，單騎招撫各皆投誠，獨高九英不與，聲請二十四部兵共大師七千乃克成擒；時人心未定，聲隨村撫慰，見頹垣僵尸為之大慟，民皆感泣。分校秋闈得士七人，聯蜚者四，督撫以勤於政交章，奏聞擢刑部貴州司郎中，去之日號聲震地，卧轍扳轅者無數，因立祠於東門內祀之。任部三年多所平反，出為太平府知府，興利除害一塵不染，公餘即事吟咏，一時名流仰之，著有《春秋鼎麟經滙海》八十卷、《通鑑世系》、《詩詞便覽》藏於家，惟《荊陽詩紀》二十種行世，祀鄉賢。 舊志無傳，據《荊陽詩紀》並採訪錄增補
2. ↑  道光《章邱縣志·卷八·選舉表》：（崇禎）六年癸酉（舉人） 袁聲 見進士
3. ↑  康熙《【安徽】太平府志·卷十五·職官二》：知府……（順治）六年 袁聲 字荊陽，湖廣荊州進士，以事免
4. ↑  錢海岳《南明史·卷三十五·列傳第十一》：（弘光）時鳳、廬、安、太、池、寧、徽、滁、和、廣先後府州縣官可紀者：……袁聲，章丘人。崇禎十六年進士。太平知府。